# Одинцово (усадьба)
Одинцово — усадьба, расположенная в деревне Одинцово Домодедовского городского округа Московской области.

## История
Одинцово-Архангельское — усадьба, известная с 1767 года. Была отстроена на рубеже XVIII—XIX веков подполковником М. П. Нарышкиным. Затем в первой половине XIX века усадьбой владели помещица Охотникова, позже — камергер И. Ф. Похвиснев, в середине столетия — его сын поручик Л. И. Похвиснев. Далее усадьба была собственностью ротмистра князя А. Б. Голицына, а с 1891 года — промышленника В. Е. Морозова; до 1917 года ею владел его сын коллекционер А. В. Морозов.
Викула Елисеевич Морозов сделал полную перестройку усадьбы по проекту архитектора Ф. О. Шехтеля в 1892—1894 годах — был создан целый архитектурный ансамбль. Все сооружения усадьбы, включая электростанцию, были выполнены в единой стилистике — нарождавшегося модерна. Кроме главного дома был возведён служебный флигель, дом управляющего, оранжерея. К дому примыкал обширный парк с пейзажной и регулярной частями, неподалеку находился пруд с островом, который был соединен каналом с рекой, имелас подъездная аллея, обсаженная липами и пихтами.
После Октябрьской революции усадьба отошла в руки советского государства. Сначала в главном доме расположили больницу, в 1925 году её преобразовали в дом отдыха для летчиков ВВС. Именно тут после ампутации ног лечился, учился ходить на протезах легендарный Герой Советского Союза Алексей Мересьев. После войны на территории парка появилось тепличное хозяйство и был выстроен новый двухэтажный корпус. В усадьбе разместился и функционировал пансионат ЦК ВЦСПС.
После распада СССР Всесоюзный центральный совет профессиональных союзов, на балансе которого числился дом, перестал выделять средства на его содержание, здание стало разрушаться. В 1993 году по решению областного правительства усадебный комплекс передали государству и ему присвоили статус правительственной резиденции. С 1996 по 2002 год была осуществлена реконструкция и создан историко-архитектурный комплекс «Одинцово». В настоящее время комплекс «Одинцово» имеет официальный статус Резиденции Президента РФ и предназначен для обеспечения отдыха и деятельности руководителей высших органов власти.